# Tour du Pays de Vaud
Die Tour du Pays de Vaud (französisch für Waadtland-Rundfahrt) ist ein schweizerisches Straßenradrennen für Junioren.
Die Tour du Pays de Vaud wird jährlich Ende Mai als Etappenrennen ausgetragen, bestehen aus einem Prolog und vier Abschnitten einschließlich eines Einzelzeitfahrens. Sie führt durch den Kanton Waadt mit gelegentlichen Abstechern in benachbarte Kantone.
Das Rennen wurde 1967 von der Association Cycliste Vaudoise (ACV) ins Leben gerufen, zunächst als Rennen für Junioren aus den schweizerischen Kantonen. Mit der Zeit wurde das Rennen zu einer renommierten Veranstaltung im Rahmen des Rennkalenders der Union Cycliste Internationale, im Rekordjahr 2016 nahmen 146 Fahrer aus 25 Mannschaften teil. Seit 2015 ist das Rennen Bestandteil des UCI Men Juniors Nations’ Cup.

## Sieger
- 2022  Jan Christen
- 2020 / 2021 wegen COVID-19-Pandemie abgesagt
- 2019  Marco Brenner
- 2018  Mattias Skjelmose Jensen
- 2017  Andreas Leknessund
- 2016  Marc Hirschi
- 2015  Adrien Costa
- 2014  Adrien Costa
- 2013  Geoffrey Curran
- 2012  Taylor Eisenhart
- 2011  Peter Mathiesen
- 2010  Lasse Norman Hansen
- 2009  Nathan Brown
- 2008  Moreno Moser
- 2007  Christopher Juul Jensen
- 2006  Daniele Ratto
- 2005  Ian Stannard
- 2004  Michael Schär
- 2003  Kai Reus
- 2002  Dmitri Kosontschuk
- 2001  Patrick Gassmann
- 2000  Daniele Colli
- 1999  Fabian Cancellara
- 1998  Grégory Rast
- 1997  Sandro Güttinger
- 1996  Rubens Bertogliati
- 1995  Martin Elmiger
- 1994  Rico Götz
- 1993  Beat Blum
- 1992  abgesagt
- 1991  Emanuele Granzotto
- 1990  Danilo Klaar
- 1989  Alessandro Bertolini
- 1988  Alessandro Bertolini
- 1987  Milan Dvorščík
- 1986  Jens Jentner
- 1985  Felice Puttini
- 1984  Norbert Kaustel
- 1983  Marius Frei
- 1982  Tarjus Larsen
- 1981  Jochen Baumann
- 1980 abgesagt
- 1979  Leo Schönenberger
- 1978  Jürg Bruggmann
- 1977  Hubert Seiz
- 1976  Jean-Marie Grezet
- 1975  Robert Dill-Bundi
- 1974  Serge Demierre
- 1973  Henri-Daniel Reymond
- 1972  Denis Champion
- 1971  Gianbattista Baronchelli
- 1970  Werner Fretz
- 1969  Adriano Bonardi
- 1968  Bruno Hubschmid
- 1967  Arthur Dahinden